# Onychophagie

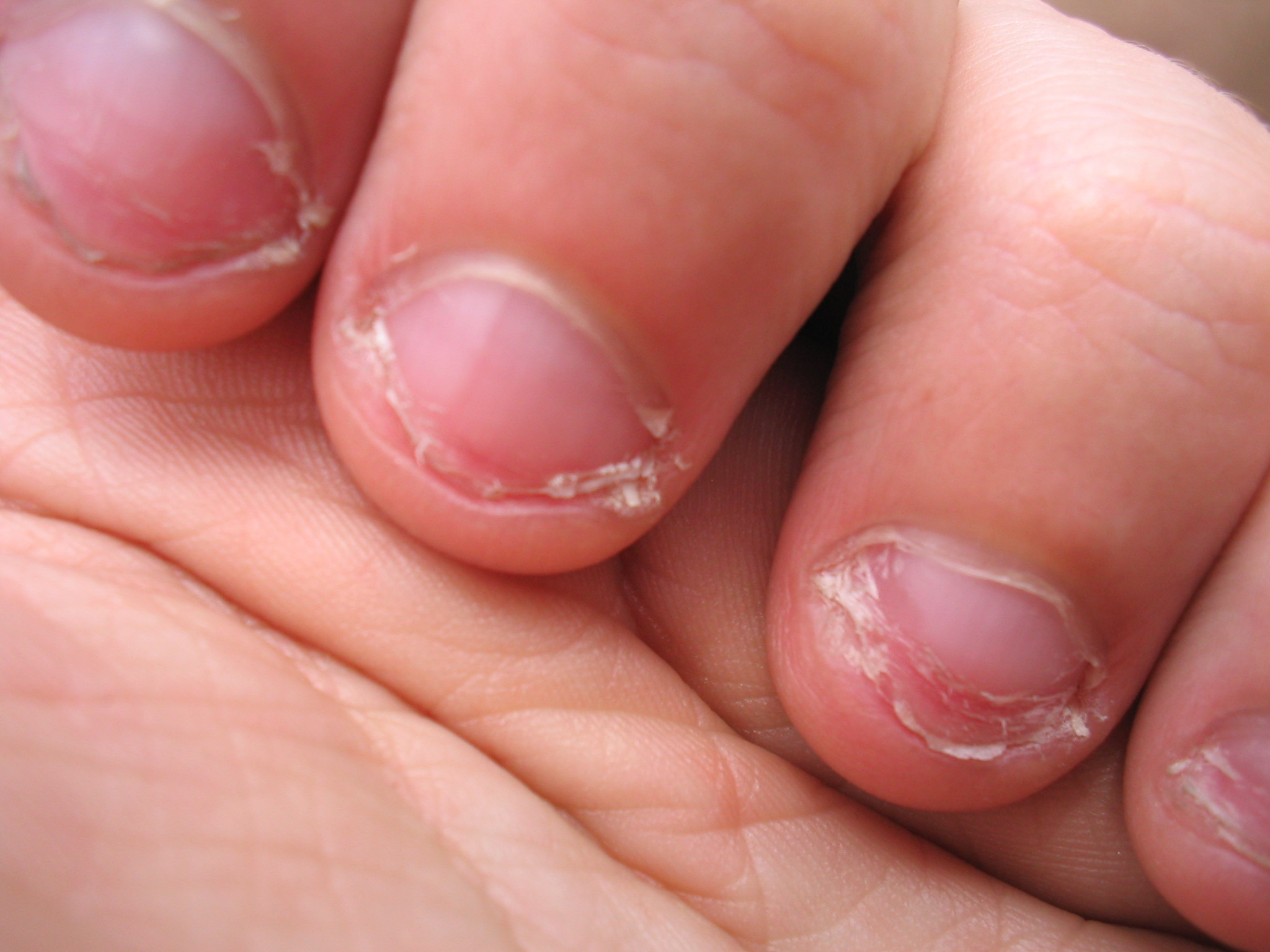
Abgekaute Fingernägel

Als Onychophagie bezeichnet man das Kauen oder Auf(fr)essen der Finger- und/oder Fußnägel, Krallen oder Klauen bei Menschen oder Tieren. Andere Begriffe dafür sind Fingernagelkauen, Nagelkauen, Nägelkauen, Nägelbeißen.
Beim Menschen fallen die schwereren Formen unter den Begriff „Selbstbeschädigung“ bzw. autoaggressives Verhalten, wobei die leichteren, auf Nervosität beruhenden Formen nicht unbedingt zu den Selbstverletzungen gezählt werden. Als Ursachen gelten Stress, Nervosität, Verhaltensstörungen oder nägelkauende Vorbilder. In geschädigten Bereichen ist beim Menschen die Ausbreitung von vulgären Warzen begünstigt. Häufig ist das sich selbst Beißen, mit einem Bekauen der umgebenden Haut (Perionychophagie bzw. Dermatophagia) verbunden. Vorhandene Folgen der Onychophagie wie chronische Nagelbettentzündungen oder Nagelwuchsstörungen bedürfen bei Mensch und Tier einer angepassten, meist lokalen Therapie.
Exzessives Nägelkauen gilt als Zwangspektrumstörung und kann diagnostisch als Impulskontrollstörung eingeordnet werden.

## Onychophagie bei Menschen
Das Fingernagelkauen kann im Rahmen einer Zwangsspektrumstörung oder selten bei paranoiden Psychosen auftreten, z. B. als Onychotillomanie bezeichnet. Man findet Onychophagie auch bei unruhigen, leicht erregbaren und  überängstlichen Personen; dann vor allem in Stress- oder Konfliktsituationen. Auch durch Mobbing bzw. Mobbing in der Schule können solche Verhaltensweisen erzeugt werden.
Onychophagie kann unter anderem in Verbindung mit Verhaltensstörungen wie beispielsweise ADHS stehen. Geistiger Leerlauf löst bei Hyperaktiven eine innere Unruhe, Unlust und Anspannung aus, die es abzuwenden gilt. Demnach kann das Fingernägelkauen für hyperaktive Menschen eine Bedürfnisbefriedigung in psychischen Ruhephasen oder bei Langeweile darstellen.
Wie alle Verhaltensweisen kann auch Onychophagie im Rahmen des Modelllernens erlernt und im Umkehrschluss auch wieder verlernt werden. Insbesondere Kinder können dem Fingernägelkauen verfallen, wenn sich in ihrer persönlichen Umwelt Menschen befinden, die Fingernägel kauen und diese für das Kind ein Vorbild (z. B. nahe Verwandtschaft) darstellen.

### Körperliche Auswirkungen
Die wohl verbreitetsten Folgen der Onychophagie sind enorm verkürzte Fingernägel. Diese selbstzugeführte Manipulation der Nägel wird von einigen Betroffenen mit den Zähnen, manchen aber auch mit den Fingern der anderen Hand oder spitzen Gegenständen vorgenommen. In einigen Fällen wird der Nagel über einen so langen Zeitraum bearbeitet, bis eine permanente Deformierung eintritt. Auch das Nagelbett und umliegende Hautpartien können betroffen sein. Die dadurch entstanden Verletzungen können die Bildung von Pilzen und Warzen, Entzündungen und bakterielle Krankheiten begünstigen. Neben der Zerstörung des Finger- bzw. Fußnagels können durch das Schlucken der Überreste des Nagels oder der Haut auch Magenschmerzen und Verdauungsprobleme auftreten. Auch das Auftreten eines Unguis incarnatus (eingewachsener Nagel) wird begünstigt. Darüber hinaus kam es bei Einzelfällen zu einer Fehlstellung der Zähne sowie Zahnfleischentzündungen.

### Psychische Auswirkungen
Viele Betroffene sind sich ihrer Problematik durchaus bewusst und schämen sich dafür. Dieses Schamgefühl kann soweit reichen, dass sie ihre Fingernägel kontinuierlich verstecken wollen und dadurch einer großen psychischen Belastung ausgesetzt sind. Einhergehend mit sozialem Rückzug kann es zu schweren Depressionen und Suchterkrankung führen.

### Therapie bei Menschen
Allgemein steht die Aufklärung des Patienten im Vordergrund. Ergänzend können in manchen Fällen Psychotherapie oder aber auch lokale Maßnahmen wie das Auftragen von Nagellack oder anderen übel schmeckenden Substanzen sowie das Tragen von Handschuhen und künstlichen Fingernägeln hilfreich sein. Für den Erfolg entscheidend ist, dass die Maßnahme freiwillig und in Absprache mit dem Patienten erfolgt. Auch Selbsthilfemaßnahmen wie die Entkopplungsmethode zeigen nach einer kontrollierten Studie Erfolge.

## Onychophagie bei Tieren
Beim Hund werden chronische Angststörungen für diese Verhaltensstörung verantwortlich gemacht.
Bei Schafen ist Onychophagie dagegen keine Selbstbeschädigung, sondern eine Form des Kannibalismus. Hier kann es durch Artgenossen zum An- und Abfressen von Klauen, Ohren (Otophagie) und Schwänzen (Caudophagie) von bis zu einer Woche alten Jungtieren kommen.
Beim Hund und bei Schafen wird neben Verhaltensstörungen (z. B. durch ganzjährige Stallhaltung) ergänzend eine Mangelfütterung diskutiert.

### Therapie bei Tieren
Bei Schafen ist es üblich, aggressive Tiere von den Jungtieren zu trennen und durch Onychophagie stark geschädigte Tiere einzuschläfern.